# Gerbillus gerbillus
Gerbillus gerbillus là một loài động vật có vú trong họ Chuột, bộ Gặm nhấm. Loài này được Olivier mô tả năm 1801.
Đây là loài bản địa Bắc Phi và Bán đảo Sinai, nơi chúng sinh sống trong môi trường cát. Đây là một loài phổ biến và Liên minh Bảo tồn Thiên nhiên Quốc tế đã đánh giá tình trạng bảo tồn của nó là "loài ít quan tâm".

## Mô tả
Đây là một con chuột nhảy nhỏ phát triển đến chiều dài đầu và thân khoảng 88 mm (3,5 in) với đuôi khoảng 117 mm (4,6 in).

## Sinh học
Là loài hoạt động về đêm. Chế độ ăn uống của nó bao gồm hạt và trái cây, đôi khi được bổ sung bởi chồi và lá và côn trùng vào mùa xuân. Chúng tiêu thụ hạt chà là rụng và lục soát phân lạc đà để ăn bất kỳ hạt nào nó có thể tìm thấy. Nó đôi khi vào nhà để tìm kiếm thức ăn. Chúng hoạt động trong suốt cả năm, với hoạt động chăn nuôi có liên quan đến nhiệt độ và độ dài ngày, và sự phù hợp với nguồn thức ăn sẵn có. Những lứa đẻ khác nhau về kích cỡ, với ba đến sáu con là bình thường và kích thước quần thể cũng khác nhau đáng kể. Những kẻ săn mồi săn bắt loài này bao gồm cáo nhạt, cú vượn và rắn viper cát. Loài chuột nhảy này cho thấy khả năng tìm đường về nhà, với 50% cá thể di chuyển khỏi hang của chúng khoảng 1.000 m có thể tìm đường về nhà, và 20% bị dịch chuyển bởi 2.000 m khỏi hang cũng có khả năng về nhà.

## Hình ảnh

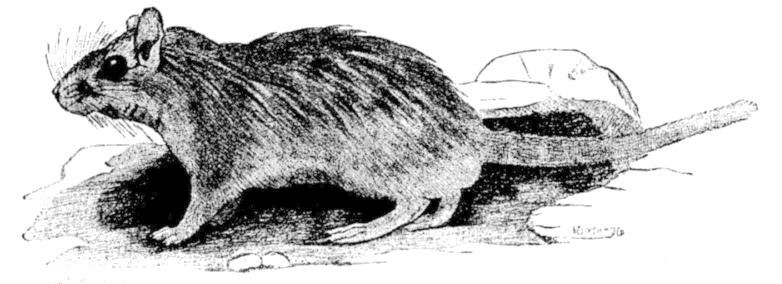
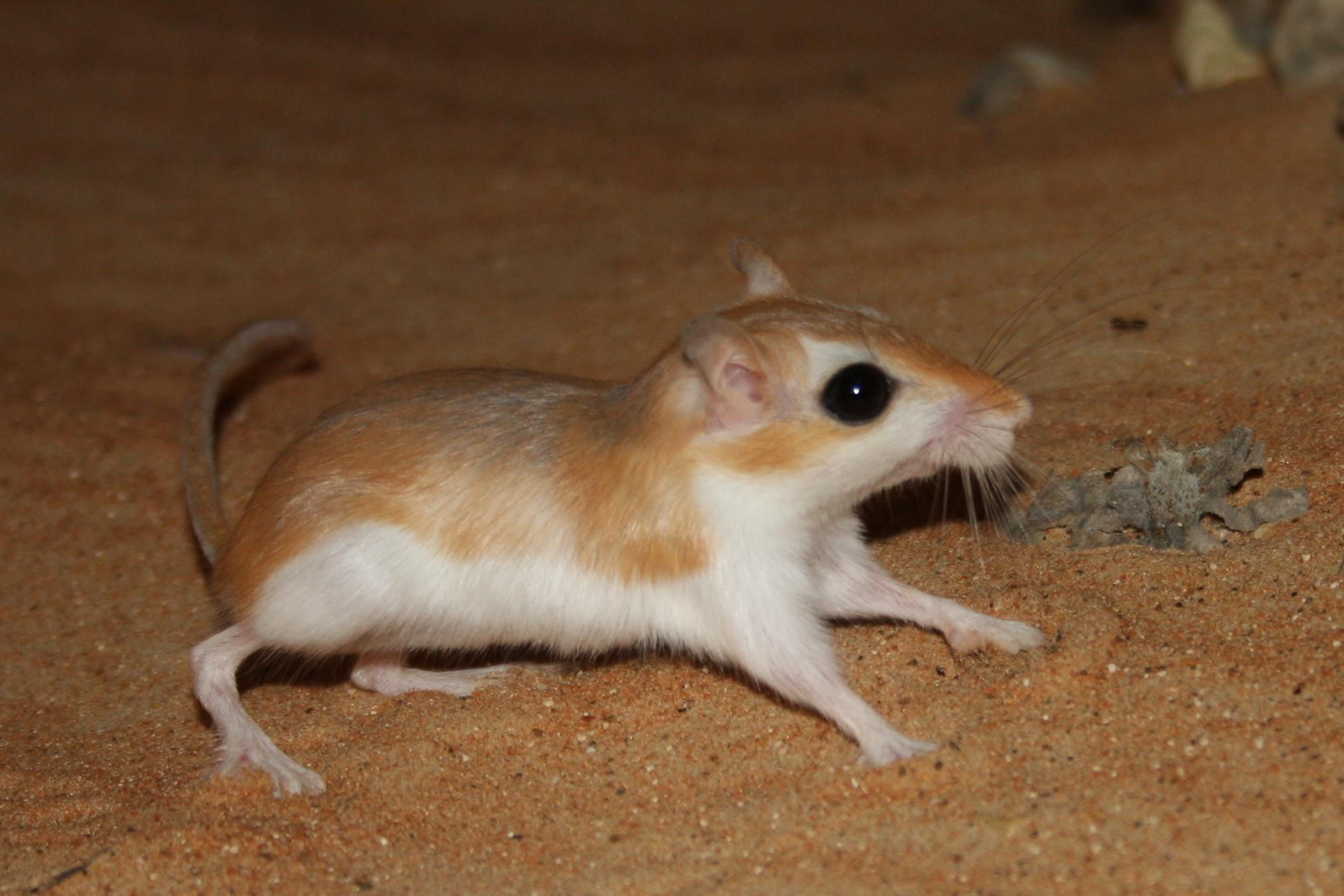